# 藤橋村
藤橋村（日语：／ Fujihashi mura */?）是日本岐阜縣揖斐郡內一個已撤銷的村，面積達324.48平方公里，據2005年1月1日的統計，人口為464人，人口密度是每平方公里1.43人，撇除因為火山爆發而全島避難的三宅村，為當時人口密度最低的市町村。村名源於紀念在江戶時代架設於揖斐川的藤製吊橋:982-983，1922年4月1日由同郡久瀨村的大字東橫山、西橫山、鶴見和東杉原合併而成:656，1987年4月1日兼併同郡的德山村，2005年1月31日與同郡的谷汲村、春日村、久瀨村和坂內村併入至揖斐川町，現在分別是揖斐川町西橫山、東橫山、鶴見、東杉原、德山、開田、山手、櫨原、塚、戶入和門入。

## 位置與區劃

### 位置與面積

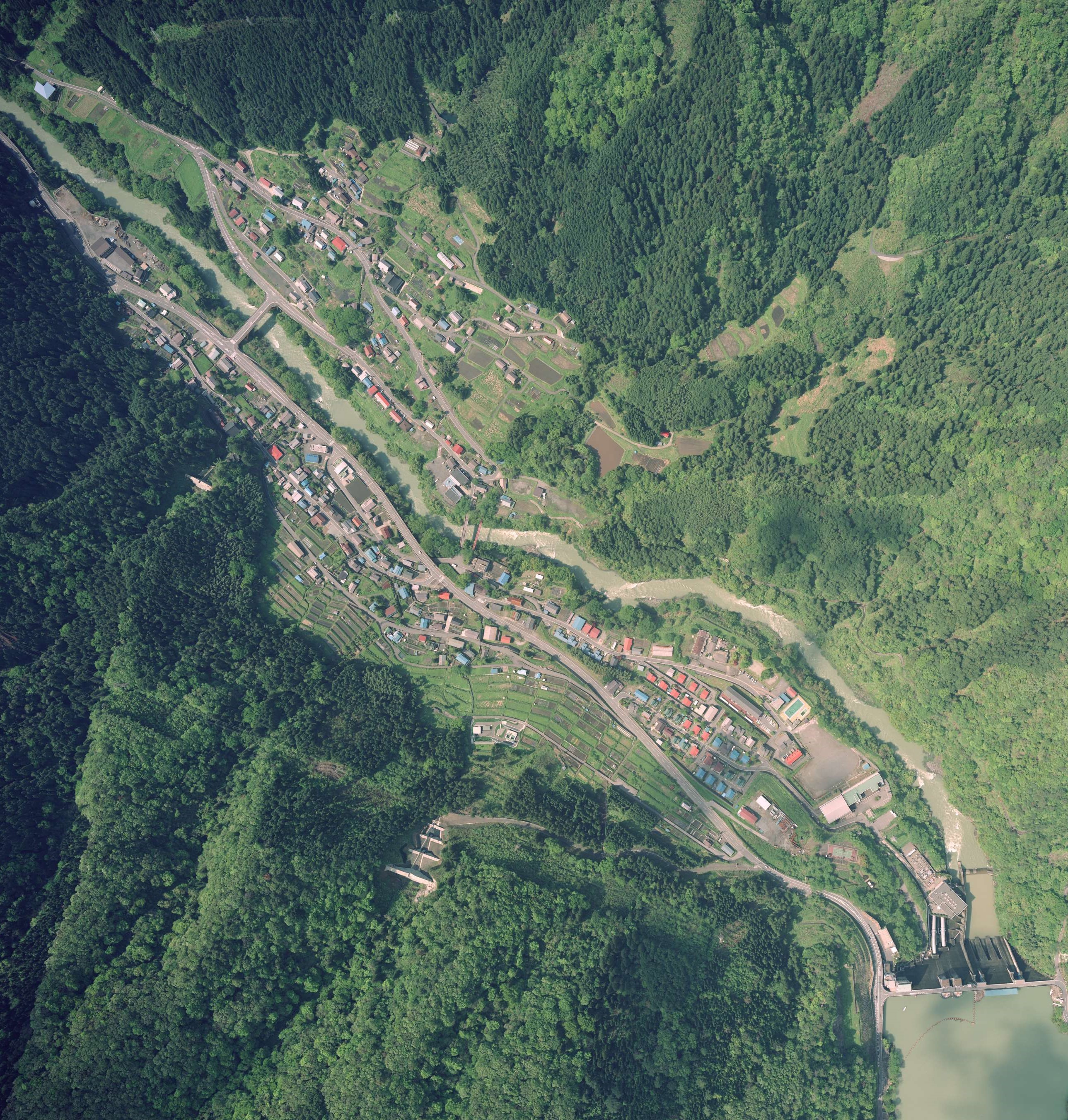
2006年時東橫山的航拍照片

藤橋村位於岐阜縣的西面，美濃地方的西北面:1，揖斐郡和揖斐川町的北部，東面隔著雷倉山、花房山和小津權現山與久瀨村小津（現揖斐川町小津）和本巢郡根尾（現本巢市根尾能鄉和根尾大井一帶:根尾町全圖），南面越過日坂峠與久瀨村日坂、揖斐川沿岸的西津汲和樫原（現揖斐川町日坂、西津汲和樫原）相連，西面以天狗山和鐵嶺峠為邊界與坂內村廣瀨和坂本（現揖斐川町坂內廣瀨和坂內坂本）相連:1，北面鄰接福井縣大野市和池田町，全村位處於伊吹山地，並且被越美山地的群山所包圍:1，與德山村合併前的面積是68.7平方公里，其中95%是森林，耕地僅佔總面積的約0.5%:2-3，其後兼併因為興建德山水壩而舉家離村的德山村，而在併入揖斐川町前的最大面積擴大至324.48平方公里，森林比率則上升至97.1%，為揖斐縣立自然公園的一部分。

### 組成區劃
藤橋村分成藤橋地區和德山地區，藤橋地區由西橫山、東橫山、東杉原和鶴見組成，西橫山位於藤橋地區的西南部，最初稱為橫山，隔著揖斐川以東是東橫山，而東橫山以北約六公里是小字鬼姬生，在近世是東杉原村的分支，位於其東南面，後來才併入東橫山，東杉原則位於藤橋地區的北部，最初稱為杉原，隔著揖斐川以西是鶴見，鶴見由西杉原和親合併而成，西杉原最初也叫杉原，隔著揖斐川以東為東杉原，西南約兩公里處是親，親在近世時是西杉原村的分支，隔著揖斐川以東為鬼姬生，南面是西橫山，東北面是鶴見小字赤岩:188、207、215、235、261-263、273-274。
德山地區位於藤橋地區的西北面，從揖斐川主流下游開始按順序分別是開田、德山、山手、櫨原和塚，支流戶入川方向則分別是戶入和門入，其中開田為德山水壩的所在地，而位於戶入川分流點附近的地區又稱為上開田，最初稱作池田村，上開田以東是下開田，原名志津原村或漆原村，下開田以北是德山，又稱作本鄉，為舊德山村役場的所在地，德山的西北面分別是山手、櫨原和塚，三者合稱東谷部落，相對地戶入和門入則稱作西谷部落，其東面為上開田:7-9。
| 地區 | 大字   | 小字 |
| ---- | ------ | --- |
| 藤橋 | 東橫山 | 下平、堂平、前平、村內、村上、上平、畝町、田之平（田ノ平）、麻生戶、下山、橋川、木尾谷、上山、仙谷（仙ケ谷）、小貫平（コツラ平）、岩瀨平、岩瀨、水波、水谷、南矢中谷、北矢中谷、下島、村中、北島 |
| 藤橋 | 西橫山 | 大後、川尻、一谷、風穴、九郎兵衛、大曾根、梅洞、奧簗瀨、口簗瀨、萩之尾（萩ノ尾）、月平（月ケ平）、峠、柿谷（柿ケ谷）、大平、峠奧、柳洞、京戶、所業子、大田、橋場、橋場南、北村下、北中若宮、大藏、中島、宮下、宮北、鎌田、大谷、布洞（布ケ洞）、小林、栗落、水分場、Kera洞（ケラ洞）、南村、桂、鍛冶屋寶、四郎治森（四郎治ケ森）、坂尻、須賀、田之平（田ノ平）、前平、井口、寺谷、小坂奧長、小坂口長洞、唐崎、大洞、橫平、大賀、登道、瀨野尾、小坂、下平、深谷、中谷、中谷北谷、小坂奧、中谷奧、Kakeno平（カケノ平）、朝日向平、廊山、古峠、夕日向、越谷、Maritochi（マリトチ）、月谷（月ケ谷）、水洞、森山、蛇谷、柿平（柿ケ平）、柿谷（柿ケ谷）、和田、法花、椿井野、木地屋谷 |
| 藤橋 | 鶴見   | 黑淵、西島、杉尾、岩里、上me平（上ミ平）、下平、島平、嶋河原、赤岩、橫支山、谷山、原谷、荒谷、大津瀨、境谷（境ケ谷）、鬼姬生向、長坂平、北平、下貝戶、中貝戶、宮貝戶、井水林、Ondi（オンヂ）、惡谷、葦原谷（葦原ケ谷）、日裏、胸支、大留、貝原、Izuri原（イズリ原）、栩谷、尾原、親谷（親ケ谷）、谷向、大雪類、大賀、大平（大ケ平）、高洞、岩屋、大岩根、岩之又（岩ノ又）、Ketsuro谷（ケツロ谷）、天狗谷 |
| 藤橋 | 東杉原 | 明後、羽戶上、高屋、井之口（井ノ口）、津倉（津ケ倉）、洗堂、谷向、村之內（村ノ内）、宮谷、村上、高戶、上之段、簗島、毛目月、尾藏、尾藏谷、樫坂、大河原、小曾根、小曾谷、深谷、背所、奧山 |
| 德山 | 德山   | 下山、Kashikeya（カシケヤ）、洞山、Kutsu尾（クツ尾）、白谷、Futsuko（フツコ）、村平、淺下、金山口、澤、高山、Kashino瀨（カシノ瀬）、Yana瀨（ヤナ瀬）、尾元、海之島（海ノ島）、法田、上原、南平、山手平、尾之內（尾ノ内）、尾入之內（尾入ノ内）、赤倉、岩蔓、Kan谷（カン谷）、磯谷、漆谷 |
| 德山 | 開田   | 小倉、苅安、岡平、姥山、Nondo（ノンド）、芋平（芋ケ平）、入江、折瀨（折ケ瀬）、Kairan谷（カイラン谷）、西Baka（西バカ）、Ka谷（カ谷）、Wotsu谷（ヲツ谷）、Shin谷（シン谷）、Hoki山（ホキ山）、上之谷、瀨平（瀬ケ平）、橿瀨（橿ケ瀬）、立板、村內、高、Makihoki山（マキホキ山）、池田嶋、北Kai戶（北カイ戸）、森浦、入戶、追分、赤坂 |
| 德山 | 山手   | 磯谷、岩蔓、喜民平、宮前、南平、何千平、鬼生谷 |
| 德山 | 櫨原   | 下向、二本杉、梨尾（梨ケ尾）、扇谷口、赤谷、神向、村平、仕出之木（仕出ノ木）、Kanjira（カンジラ）、Heriboki（ヘリボキ）、Kakushikoya（カクシコヤ）、一之瀨（一ノ瀬）、扇谷奧山 |
| 德山 | 塚     | 西赤谷、三平（三ツ平）、土場、丹土、栗嶋（栗ケ嶋）、寺平、Hoki尻（ホキ尻）、東山、勘土田、澤尻、鞆尻、尾平、村平、松崎（松ケ崎）、塚奧山 |
| 德山 | 戶入   | 小出又、美之又（美ノ又）、芳平（芳ケ平）、漆平（漆ケ平）、坂原、廣瀨又、實洞、道場向、長之倉（長ノ倉）、障子暮、外橋、小谷戶、漆分、岩Koro（岩コロ）、持木、端奇、村之內（村ノ内）、中島、小之原（小ノ原）、牧平（牧ケ平）、Hahitsume（ハヒツメ）、Santarame（サンタラメ）、上谷（上ケ谷）、沖河原、真之又（真ノ又）、背折、石平（石ケ平）、池、柿平（柿ケ平）、洞內、佐吉平（佐吉ケ平）、釜淵、大岩、谷度、淵谷 |
| 德山 | 門入   | 立石谷、皆名谷（皆名ケ谷）、會所、不動山、藏谷（蔵ケ谷）、大入山、一之根（一ノ根）、下田、落洞、甚酌、西之谷（西ノ谷）、勵谷（励ケ谷）、金丸山（金ケ丸山）、丸山、根洞、小茂津、大地川、茂津谷、黑又、須羅（須ケ羅）、三倉、門入、岩上、寄谷（寄ケ谷）、精谷（精ケ谷）、四尺谷、荒谷、黑谷、小飛谷、漏谷、土倉 |

## 地理

### 地質與地形
藤橋村大部分地區的地層形成於二叠紀，以板岩和輝綠凝灰岩為主，並且夾雜了角岩和石灰岩，部分則是由砂岩和板岩相互形成的地層，僅西橫山與久瀨村日坂之間以貝月山為中心是黑雲母花崗岩，揖斐川旁也有小規模沖積層與河階和沖積扇等的洪積層:4。地形上，村內大部分地區均屬於壯年期地形，山脈高度大多集中於1,100米左右，與河流峽谷之間形成峭壁，導致平地極少:10。水源方面，揖斐川從村的東北面流向西南面，峽谷部分用於水力發電，建有橫山水壩，村內各地區則以引水道或河流下游的水源作灌溉之用，飲用水初時以泉水或井水為主，後來才改用河水:30-36。

### 氣候
藤橋村屬於中央高地式氣候，與平原相比屬於大陸性氣候，氣溫較低，冬天溫差較小，夏天的溫差較大:36，屬於冬冷夏涼的氣候，全年平均溫度是13.7度，與岐阜市相比要低1.9度，與川上（現揖斐川町坂內川上）相比高1.8度，最低氣溫是1月的2.1度，最高氣溫是8月的26.1度，天氣以陰天、雨天和降雪為主:37-39，年間降雨量達3,244毫米，為當時岐阜縣內雨量最多的市町村:36，1912年9月23日和24日的暴風雨造成揖斐川河水氾濫，沖毀了大量農田，揖斐川相比起以前寬了兩至三倍:978-979，而在四零九風水害時約900毫米的降雨又再次導致河水氾濫，大量泥沙流入東杉原地區，造成約30戶人的房屋被埋或流走以至《災害救助法》生效的嚴重災害，單單是森林道路、橋樑和耕地的修復工程所花費的總額便超過1,514萬日元:48-51，受到西北季風的影響冬天時的降雪量則超過2.5米，在1936年於東橫山地區記錄了275厘米的大雪:42-43，五六豪雪時積雪量達到280厘米:980-982，因此藤橋地區被指定為豪雪地帶，德山地區則是特别豪雪地带，降霜的次數也比平原要多，對於農作物的影響嚴重。

## 歷史

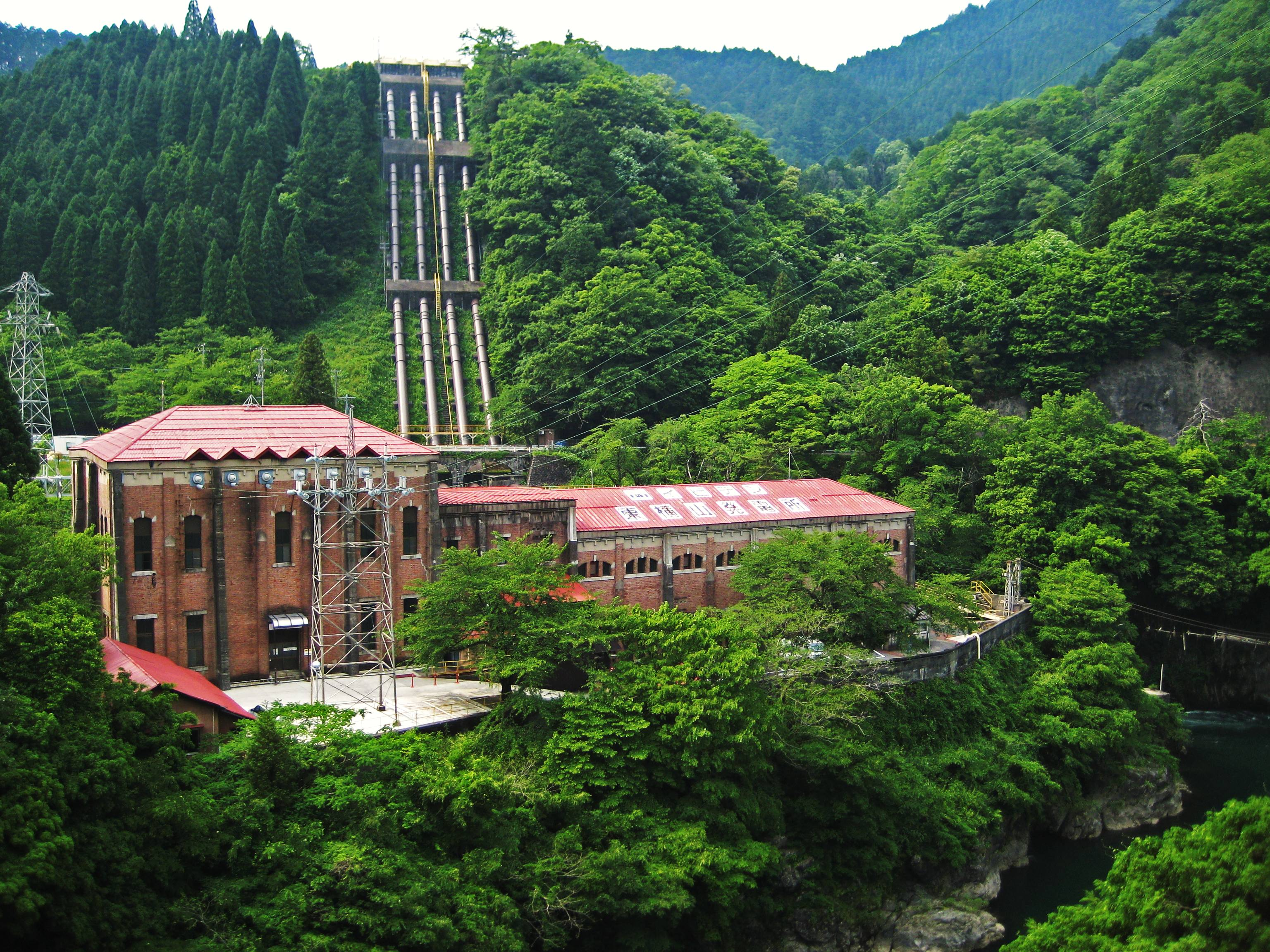
東橫山發電廠

藤橋村內有兩處繩文時代的遺跡，分別是東橫山下平遺跡以及小曾根遺跡，其出土石器反映約3,000年前已經有人在此居住，不過並沒有發現任何彌生時代的遺跡或古墳:87-96。平安時代有關藤橋村的史料僅有一些平安初期的與信仰相關的傳說和紀錄:98。進入中世後，按成立於安政年間（1855年至1860年）中嶋家所藏的《遠祖以來由緒記》記載，近江國愛知郡小倉莊出身的木地師小倉莊藏義英在天正2年（1574年）以前移居至東橫山村東北的富士並山（現小津權現山），後來下山務農，亦開始種茶，並且將其他茶農的茶一同外銷至美濃守護土岐賴藝的城下町山縣郡大桑（現山縣市大桑），按《新撰美濃志》記載當時橫山村的茶為當地土產。與此同時，《遠祖以來由緒記》也記載賴藝本人在被齋藤道三擊敗後，在逃離大桑城前住投靠朝倉氏期間曾經在橫山村留宿:103-104。近世的東橫山村和西橫山村均是尾張藩家臣美濃石川氏的領地，杉原村和親村是大垣藩的領地，東杉原村和鬼姬生村則是旗本青木氏的領地:134。天保大饑荒時，東橫山村和西橫山村瘟疫橫行，加上欠收，不但無法上繳年貢，反而由於米穀類價格高騰而需要藩下賜麥三十俵來救濟，按西橫山善龍寺的過去帳記載，天保7年和8年（1836年和1837年）總共有87人死於瘟疫:568。

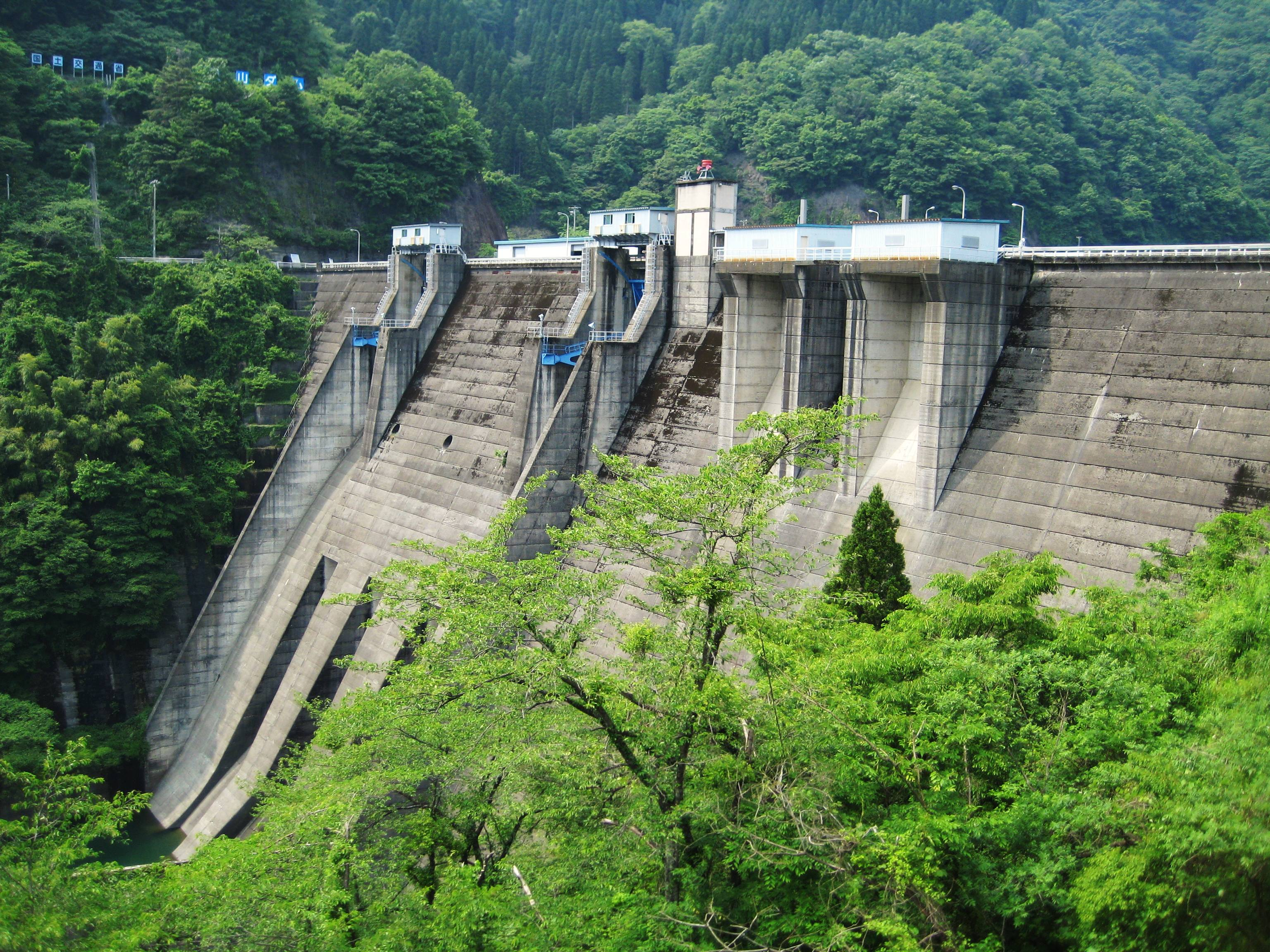
橫山水壩

大政奉還後，大垣藩領以外的各村先後歸入笠松縣，版籍奉還後大垣藩領改編為大垣縣:598-600，明治4年11月22日（1872年1月2日）美濃國內各縣合組成岐阜縣，並且在翌年10月10日（1872年11月10日）引入大區小區制，村所屬的大野郡和池田郡成為第六大區的一部分，西橫山村、西杉原村和親村歸入第六小區，東橫山村、鬼姬生村和東杉原村則是第八小區，1875年5月鬼姬生村併入至東橫山村，同年西杉原村與親村合併成鶴見村。1884年，聯合役場取代戶長役場制度，東杉原村與東橫山村加入以東津汲村（現揖斐川町東津汲）為首的六村聯合，西橫山村加入以西津汲村為首的五村聯合，鶴見村加入以廣瀨村為首的四村聯合。1889年6月，由於原屬大野郡的東杉原村和東橫山村歸入了池田郡，東橫山村、東杉原村、鶴見村和西橫山村組成以東橫山村為首的四村聯合，翌年4月併入以東津汲村為首的七村聯合而成為十一村聯合:598-600。1891年10月28日，濃尾地震發生，東橫山有兩人死去，兩戶房屋半毀，鶴見和西橫山則各有一人死去，西橫山有九戶房屋半毀，東杉原則沒有受到影響:974。1897年4月1日，東津汲村十一村聯合改組成揖斐郡久瀨村:617。1921年7月3日，當時的久瀨村長高橋晉勇在村議會上指出由於村的面積過大對於自治體發展有害無利，因此提出讓大字東橫山、西橫山、東杉原和鶴見合組成大正村，與會者雖然均同意提案的大綱，但是對於大正村的名稱存在分歧，其後在經過多次商討後仍然沒有得出結論，高橋晉勇在限期緊迫的情況下自作主張取名為藤橋村，雖然一度引起部分東杉原和鶴見的村議員的不滿，但是最終在高橋晉勇表示「如果不滿村名的話，我會負責改名」而收場。由於其後也沒有人提出異議，因此藤橋村便在1922年4月1日成立:652、656。1915年8月和1921年4月，西橫山發電廠和東橫山發電廠相繼建成，1964年6月28日橫山水壩建成後，西橫山發電廠停用，親和鬼姬生地區均被掩沒:832-833、843、850。1987年4月1日，兼併同郡的德山村。1989年和1990年，藤橋城和西美濃天文台先後落成。1993年7月19日，藤橋村在環境廳舉行的全國星空繼續觀察中獲選為全國第3位。2005年1月31日，藤橋村與同郡的谷汲村、春日村、久瀨村和坂內村併入至揖斐川町。

## 政治
在日本眾議院選舉中，藤橋村在小選舉區制和比例代表制中分別作為揖斐郡和岐阜縣的一部分隸屬於岐阜縣第2區以及東海比例代表區，一直以來皆由自由民主黨所屬的棚橋泰文出任議員。在第45屆日本眾議院議員總選舉中，藤橋地區的投票率達86%左右，高於岐阜縣的平均投票率（約73%），在小選舉區投票內有效的228票中，得票最多的棚橋取得其中的146票，第二位是取得76票由民主黨公認的橋本勉，而在比例代表區投票內有效的223票中，最多票數的是民主黨（77票），其次分別是自民黨（64票）、公明黨（37票）和國民新黨（35票），其餘政黨均只有個位數或零票。在日本參議院選舉中，藤橋地區屬於岐阜縣選舉區，而在第22屆日本參議院議員通常選舉中投票率則達81%左右，高於岐阜縣的平均投票率（約59%），在選舉區投票內有效的201票中，最多人支持自民黨的渡邊猛之（120票），其次是民主黨所屬的山下八洲夫（37票）以及同屬民主黨的小見山幸治（35票），其餘候選人的票數均是個位數，而在參議院比例區投票內有效的203票中，最多人的支持的是自由民主黨（57票），其次是民主黨（53票）、國民新黨（35票）和公明黨（34票），其餘政黨均只有個位數或零票。在第17屆岐阜縣知事選舉中，藤橋地區的投票率約為72%，高於平均投票率的約38%，而在有效的197票中，有179票投給獲自民黨和公明黨推薦的無黨派候選人古田肇，而獲日本共產黨推薦的無黨派候選人木下一彥則僅僅取得18票。村議會方面，最早的村議會選舉在1922年6月1日舉行，選出了12名議員，同年10月27日中島竹之丞（或亟）當選為首任藤橋村長，其後中野由五郎在1947年4月10日就任為村長，並且連續六屆當選，最終在1971年12月12日離任:660、674-675。2003年7月1日，末任村長清水政則加入由坂內村、久瀨村、春日村、大野町、谷汲村和揖斐川町組成的揖斐睦鄰町村合併協議會，最初協議會以合併成市為目標，可是隨著大野町在2004年2月29日退出協議會後，由於未能達到市制所要求的人口而改作以合併成町為目標，同時確定揖斐川町議會將以舊市町村作為選舉區，藤橋村佔兩個席位，藤橋村併入揖斐川町後，在2009年和2013年的町議會選舉均是自動當選，名額變成1人，此制度在2017年取消，改行複數選區制。

## 人口
| 統計年度                               | 東橫山 | 西橫山 | 東杉原          | 鶴見     | 鶴見     |
| -------------------------------------- | ------ | ------ | --------------- | -------- | -------- |
| 1898年                                 | 90     | 70     | 42              | 45       | 45       |
| 1903年                                 | 97     | 72     | 44              | 45       | 45       |
| 1907年                                 | 110    | 70     | 54              | 48       | 48       |
| 藤橋村成立後國勢調查的人口數據         |        |        |                 |          |          |
| 統計年度                               | 男     | 女     | 總計            | 參考資料 | 參考資料 |
| 1925年                                 | 882    | 784    | 1,666           | [ 43 ]   | [ 43 ]   |
| 1930年                                 | 772    | 692    | 1,464           | [ 44 ]   | [ 44 ]   |
| 1935年                                 | 804    | 673    | 1,477           | [ 45 ]   | [ 45 ]   |
| 1940年                                 | 701    | 620    | 1,321           | [ 46 ]   | [ 46 ]   |
| 1947年                                 | 642    | 657    | 1,299           | [ 47 ]   | [ 47 ]   |
| 1950年                                 | —      | —      | 1,400           | [ 48 ]   | [ 48 ]   |
| 1955年                                 | 741    | 720    | 1,461           | :690     | :690     |
| 1960年                                 | 1,354  | 867    | 2,221           | :690     | :690     |
| 1965年                                 | 463    | 460    | 923             | :690     | :690     |
| 1970年                                 | 335    | 331    | 666             | :690     | :690     |
| 1975年                                 | 286    | 289    | 575             | :690     | :690     |
| 1980年                                 | 365    | 275    | 640             | :690     | :690     |
| 1985年                                 | 240    | 215    | 455             | [ 49 ]   | [ 49 ]   |
| 1990年                                 | 201    | 221    | 422             | [ 50 ]   | [ 50 ]   |
| 國勢調查引入小地域集計後的人口數據     |        |        |                 |          |          |
| 統計年度                               | 東橫山 | 西橫山 | 東杉原          | 鶴見     | 德山     |
| 1995年                                 | 270    | 123    | 5               | 73       | 36       |
| 2000年                                 | 252    | 109    | 4               | 126      | 11       |
| 藤橋村併入揖斐川町後國勢調查的人口數據 |        |        |                 |          |          |
| 統計年度                               | 東橫山 | 西橫山 | 東杉原          | 鶴見     | 德山     |
| 2005年                                 | 250    | 93     | 252             | 324      | 5        |
| 2010年                                 | 208    | 55     | 115（合算地域） | 保密地域 | 保密地域 |
| 2015年                                 | 189    | 43     | 保密地域        | 保密地域 | 保密地域 |

明治中期，以買賣木炭的商人逐漸定居於東橫山小字中島，明治末期和大正初期則由於興建發電廠同樣有大量人口流入，然而隨著發電廠建成以及當時的社會形勢，導致村內的生活艱難，很多青年均離鄉打工或移居，人口逐年遞減。1936年，六名村民及其家族參與滿州開拓團而離村，太平洋戰爭爆發後，不少年輕村民均被徵召從軍，在日本投降後有些外流的村民因為空襲而失去家園或疏開結束後回到村內，加上海外引揚的人口而有所增加，興建橫山水壩時也一度增加，不過在完工後又再次流失，加上燃料革命的影響，燃料逐漸由木炭轉移至煤氣和電力，導致村內木炭的需求激減，加上適逢高度經濟成長期，都市求人若渴，促使村內人口外流。對此，藤橋村通過讓三洋電機等公司在村內設立工場來嘗試減低人口流失率，又提供資助金來吸引外來人口，在此期間有99人移居到村內的同時，及後又有28人離村，加上交通不便，人口依然逐年減少:685-690。根據併入揖斐川町前的2005年1月1日的統計，當時藤橋村的人口為464人。德山地區雖然大部分均被掩沒，但是在2005年的國勢調查時仍有5人居住，門入地區則是唯一沒有被掩沒的地區，不過原本前往該處的行車路則已經被掩沒，如果走山路的話，需時約三小時才能到達行車路，2019年時僅有約10名居民，他們平常如果要出門的話，只能自己駕船，為日本郵便指定東海地方僅有的三處交通困難地之一，另外兩處分別是飛驒市河合町角川字臼坂和靜岡縣駿東郡小山町須走字本八合目。按《朝日新聞》在2018年的報道，藤橋地區的人口已經跌至約200人，65歲以上的老年人口也接近50%。

## 經濟

### 產業

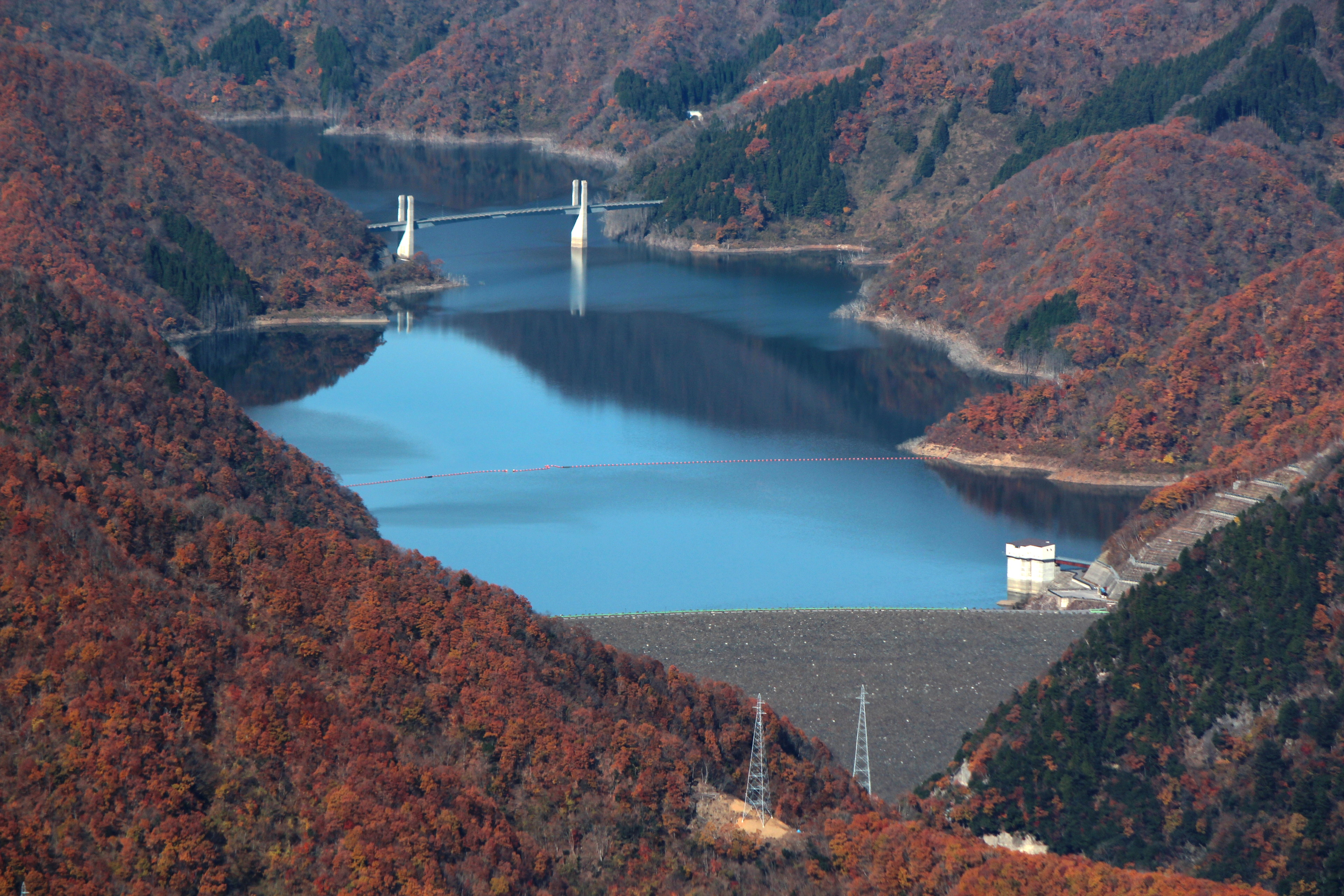
德山水壩

直至明治時期為止，藤橋村的經濟主要倚賴農業和林業，此外還有養蠶、美濃和紙、漁業、種茶和種楮等等，近世開始也有生產木炭，不過由於交通不便，最初產量並不多，可是隨著廢藩置縣後，村與揖斐町（現揖斐川町）之間的行車路完工，木炭的生產量也開始有所增長。明治末期至大正中期時，兩所發電廠的興建也讓東橫山小字中島一帶形成娛樂區，當時甚至有小揖斐的稱號，與此同時美濃和紙和楮的生產便隨之昔微:702-703。農業方面，最初以桑田和茶田為主，在1933年時改建成稻田後養蠶和種茶也開始昔微:706，可是隨著興建橫山水壩，可耕地因為被掩沒或被建設省徵用而逐漸減少，加上被掩沒地區的居民遷出以及燃料革命引致林業從事者離村，也讓較遠處的農地逐漸荒廢，耕地面積在1980年時大減至只能自給自足的程度，也沒有任何一戶單純倚靠農業為生:721。林業方面，主要有生產枕木、木炭、柴和香菇:761-768。漁業方面，按1869年時西杉原的戶籍記載，當時該區每戶均從事漁業，隨著興建兩所發電廠後，漁獲也大減，對此岐阜縣水產會在1926年7月於西橫山字太田興建了孵化場，並且在著手孵化美國產的鮭魚卵5萬顆、鱒魚卵10萬顆和中禪寺湖產鱒魚卵5萬顆，孵化成功的魚便放生於久瀨村以北的河流，其後每年均將孵化成功的美國產以及北海道產鱒魚卵10萬顆放生，又捕足當地的皐月鱒來進行繁殖。其後，興建久瀨水壩和橫山水壩均對漁業造成一定的打擊，有些人開始養殖鱒魚，可是沒有定着下來，1980年的漁獲也從1970年的50,900急降至1,900:769-797。藤橋村兼併德山村後，由於屬於興建水壩的優待對象，而且也有過疏對策事業債，開始將資源投放於觀光上，相關支出足以與村在1990年代初的開銷（約22億日元）匹敵，在1980年代藤橋城的年間來訪人數曾經達6萬，2018年時跌至1萬，近年觀光則以德山水壩為中心。

### 金融機構

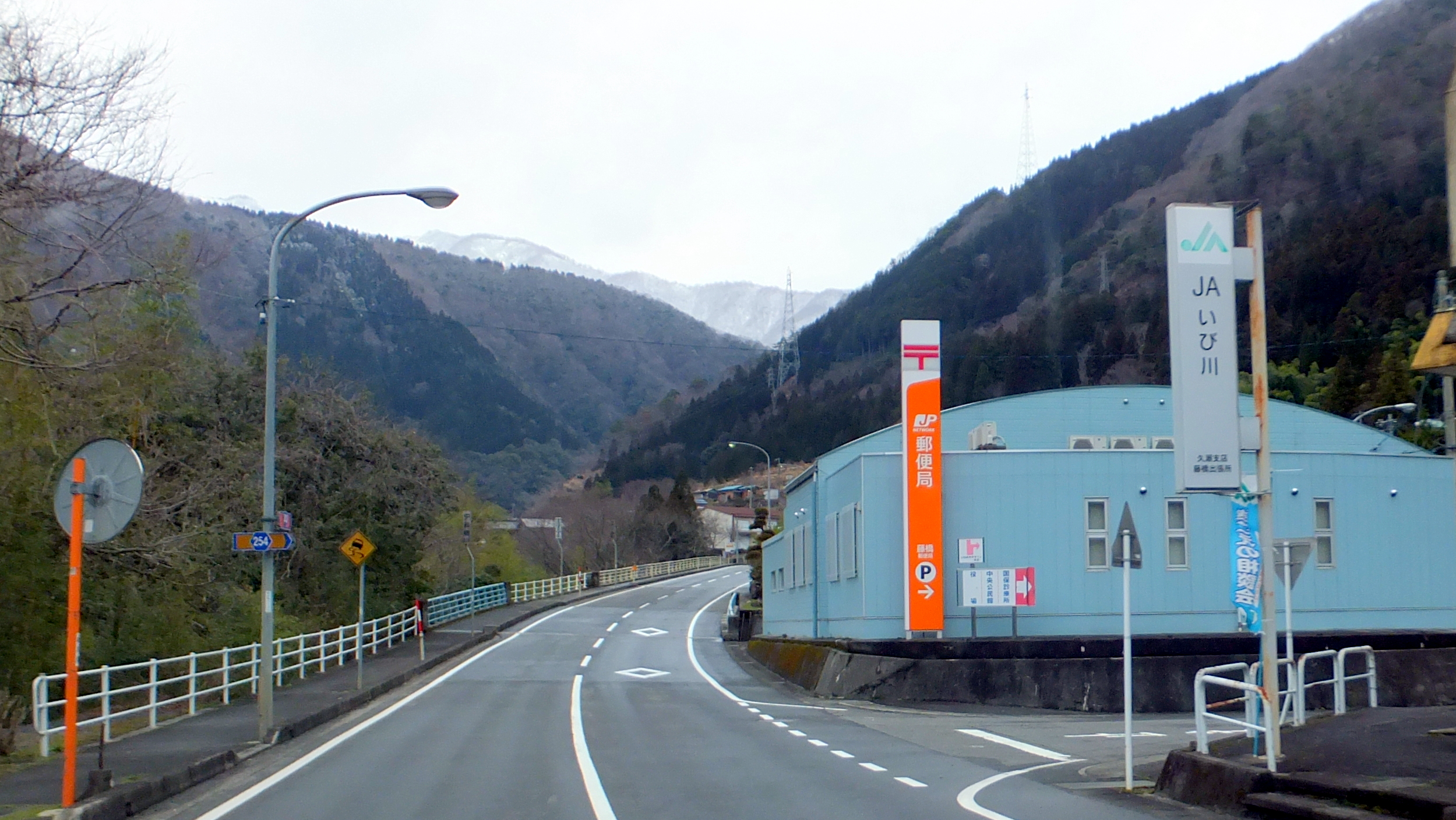
藤橋郵局

村內最早的金融機構是1873年12月5日成立的東橫山郵便取扱所，其後改名為東橫山郵局，1896年10月16日開始提供郵便貯金服務，1899年3月16日開始提供郵便為替服務，1906年3月1日開始提供郵便振替服務，1916年10月1日開始提供簡易保險服務，1917年4月16日改名為久瀨郵局，藤橋村成立後的1922年6月10日改名為藤橋郵局，1926年10月1日開始提供郵便年金服務:907-910。另外，村民也是1917年1月成立的久瀨村信用組合成員之一，不過礙於路途遙遠，加上村內也有郵局，因此乏人使用，藤橋村成立後藤橋村信用組合也隨之成立，1944年4月改組為藤橋村農業會，不過由於在兩年後農業會財產之一位於東橫山的木炭兼肥料倉庫以及附屬穀物倉庫發生火災，因此農業會最終解散。1948年6月10日，繼承農業會資產的藤橋村農業協同組合成立，除了大野町、池田町和宮地村的農協外，包括藤橋農協在內的揖斐郡各村農協在1975年4月1日合併成揖斐郡農協，藤橋農協也因此成為揖斐郡農協藤橋支店:825-829。1996年4月1日，揖斐郡農協、美濃大野農協和美濃池田町農協合併成揖斐川農協。2020年6月24日，揖斐川農協在會議上提出撤銷藤橋出張所，並且在同年9月30日正式關閉。

## 交通

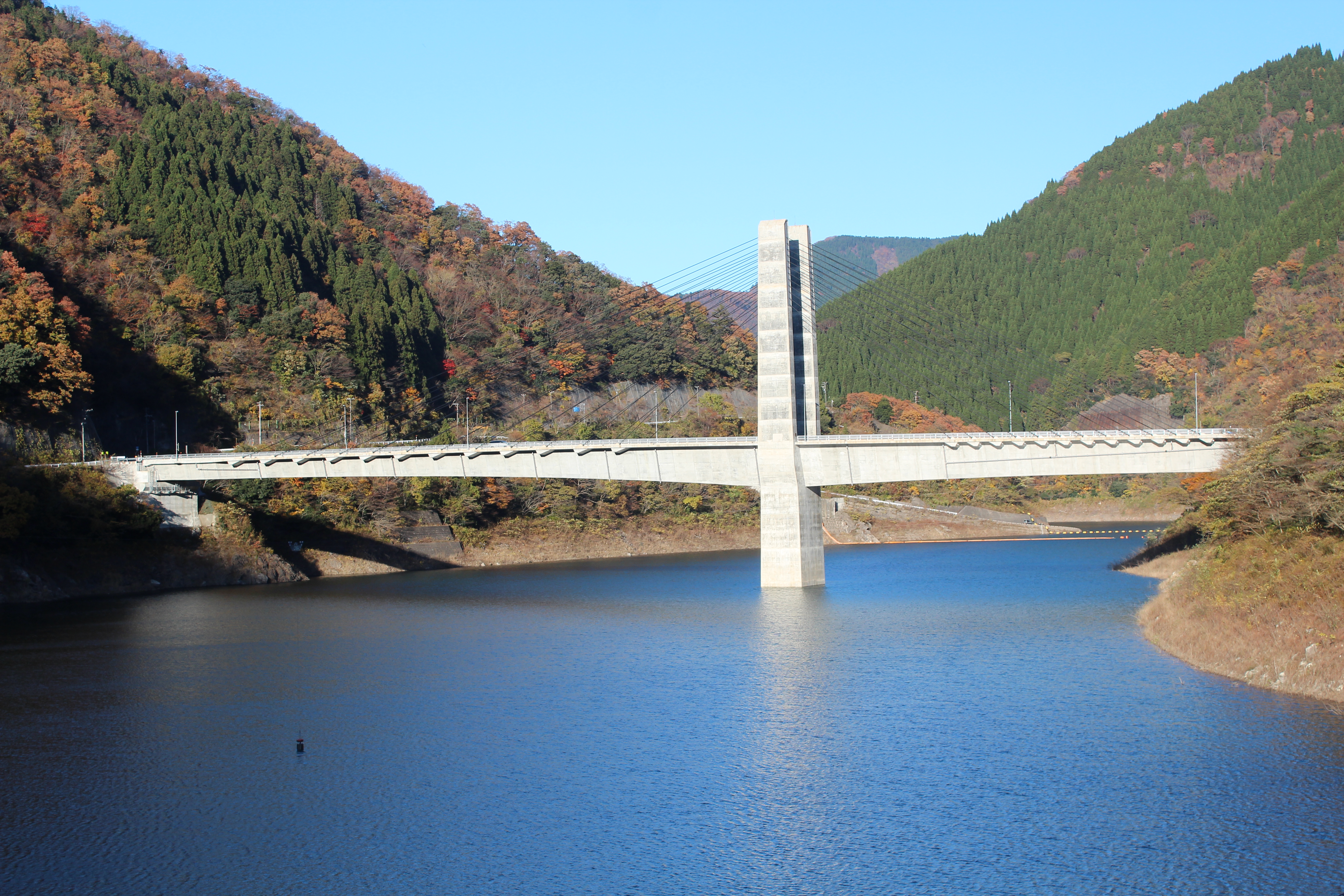
國道303號（奧揖斐湖大橋）

1892年、1894年和1900年，橫山與揖斐、坂內之間以及橫山至鬼姬生和西杉原之間的行車路先後開通，1913年鬼姬生至東杉原的馬車道開通，及至1917年興建東橫山發電廠時才改建成行車路，而東橫山至東杉原之間也建成了馬車鐵道。後來，揖斐至德山的道路延長成揖斐至高月線，橫山至坂內的則是德山至池野停車場線，1920年4月和1923年4月先後編入至岐阜縣道，後者其後改組成德山至藤橋線。揖斐至高月線其後在1970年4月改組成國道303號，德山至藤橋線則在1977年3月1日延長至福井縣鯖江市，成為主要地方道，1982年4月延長至大垣市，並且改組成國道417號:880-899。另一方面，1930年4月和1951年，巴士先後在東橫山和杉原開始運行，不過隨著家用車在1965年開始普及後，巴士的經營的愈見困難:905-907，原本經營相關路線的名阪近鐵巴士在2006年10月1日將揖斐川町內的業務轉讓予揖斐川町，揖斐川町社區巴士開始運行。2019年10月1日，揖斐川町社區巴士改組成平日繁忙時間運行的揖斐川町睦鄰巴士以及平日日間運行的需求反應運輸花桃巴士。

## 宗教
藤橋村內的神社分別有東橫山八幡神社、西橫山八幡神社、東杉原御山神社、西杉原武山神社、鶴見八幡神社和椿井野神明神社，前四座神社均是各地區的氏神，勸請時期皆不明，兩座八幡神社的祭神同樣是應神天皇，御山神社和武山神社則分別是大山祗命和武山明神，其中只有東橫山八幡神社是村社，其餘均是未指定村社。鶴見八幡神社由未指定村社親八幡神社和村社鬼姬生深山神社在1917年9月7日合祀而成，後來由於興建橫山水壩，導致親和鬼姬地區均會被掩沒，因此在1962年10月14日合祀至大垣八幡神社，兩座神社的祭神分別是應神天皇和大山祇命。無格社椿井野神明神社是村內唯一有明文記載創建日期的神社，始於寬政11年3月14日（1799年4月18日），由開墾此地的中川兼八所創，祭神是天照大神:110-112、916-953。佛寺方面，分別有東橫山勝善寺、西橫山善龍寺、東杉原善勝寺、西杉原淨輪寺、親真宗寺和鬼姬生道場。原本前四寺均是天台宗的佛寺，可是在本願寺蓮如的傳教下，前三寺在文明年間（1469年至1487年）相繼轉投淨土真宗，淨輪寺也在慶長年間（1596年至1615年）時成為淨土真宗佛寺，親真宗寺和鬼姬生道場則從最初便是淨土真宗的佛寺，全部佛寺均屬於真宗大谷派，而在戰國時代時，當地的部分信眾曾經響應顯如的號召在石山合戰與織田信長對抗:113-118、954-973。

## 教育與方言

### 義務教育

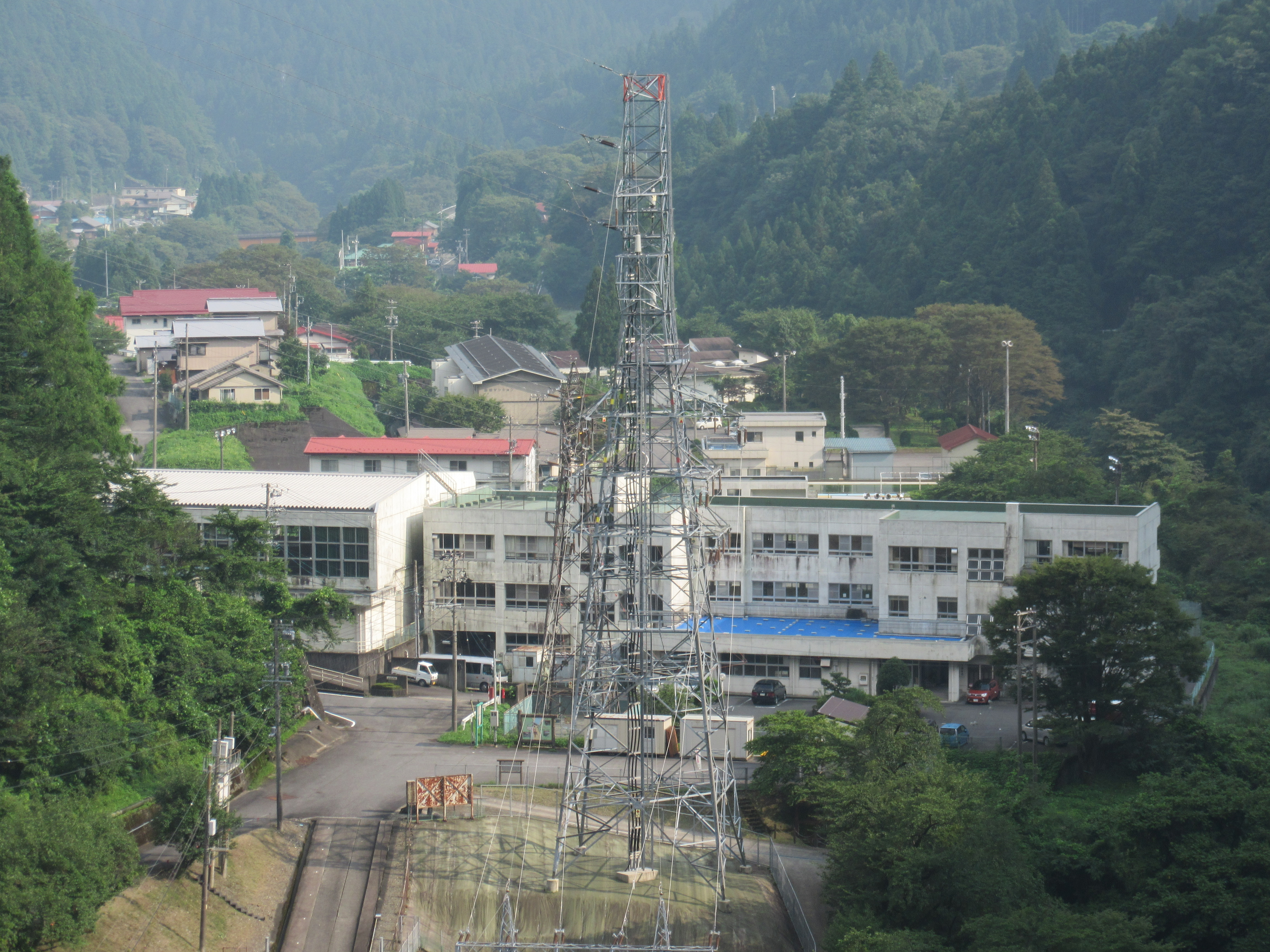
舊藤橋小中學校

藤橋村的學前教育始於1928年春天，當時村內各寺相繼開始設立農繁期保育園，隨著二戰結束後，村民希望設立一家讓年幼子女全年能夠通學的幼稚園的需求日漸迫切，最終在1966年4月11日於東橫山勝善寺創建了私設橫山保育園，同年11月15日村營的保育園也開始運作:1135-1140。初等教育始於1872年，東杉原善勝寺、西杉原淨輪寺、西橫山善龍寺和東橫山勝善寺分別設立了無疆舍、迪知舍和親支校、有裕學校和涵養學校。1886年，《小學校令》頒佈後，最初村內各校均是簡易小學校，有裕學校和涵養學校在1894年時合併為橫山尋常小學校，無疆舍和迪知舍以及親支校在1886年分別改組成東杉原尋常小學校、鶴見尋常小學校和親支校，並且在1900年合併成杉原小學校，兩校先後在1922年和1923年引入高等小學校，其後在1941年3月國民學校令頒佈後改組成橫山國民學校和杉原國民學校，1947年3月31日《教育基本法》以及《學校教育法》頒佈後，六年小學和三年中學義務化，藤橋村立橫山小學校、藤橋村立杉原小學校、藤橋中學校橫山分校和杉原分校成立，1950年兩家中學校分別獨立改稱藤橋村立橫山中學校和藤橋村立杉原中學校，同年1月16日藤橋村立杉原小學校親冬季分校創校並且在1962年關閉，杉原小中學校在1982年3月31日閉校，並且併入橫山小中學校，改稱藤橋村立藤橋小學校和藤橋村立藤橋中學校:1063-1134。2005年1月31日，藤橋村併入至揖斐川町後，分別改稱揖斐川町立藤橋小學校和揖斐川町立藤橋中學校，2007年相繼併入揖斐川町立北方小學校和揖斐川町立北和中學校而閉校，舊藤橋小學校校舍現在是西濃學園中學校的一部分。

### 職業教育
實業補習學校橫山農業裁縫補習學校在1917年4月28日創校，翌年11月杉原農業補習學校也開始運作，1923年相繼改名為藤橋第一和第二農業補習學校，1926年根據文部省規定設立青年訓練所，1935年補習學校和青年訓練所合併成青年學校，兩校則在1941年分別改稱藤橋村橫山和杉原農業青年學校，1945年4月兩校合併成藤橋村青年學校，二戰後由於青年人口激減而廢止:1141-1147。

### 方言
根據奧村三雄的研究，藤橋村的方言屬於美濃方言的一種，與不破郡、養老郡等同樣位處於關東方言和近畿方言的交界，相對於同郡的平原地區，藤橋村等所在的山區有更重的京阪式口音，同時一定程度受到福井方言的影響，然而隨著與美濃在交通和文化上的往來逐漸加深，加上人口外流和電視、電台的影響，藤橋村的方言在1982年時已經僅僅通行於部分老人之間:161-163。

### 註解
1. ↑  合算地域是指其本身的數值再加上保密地域的數值[55]，鶴見和德山的人口合算至此[54]。
2. ↑  保密地域是指由於指數值過小而保密的地區[55]。
3. ↑  東杉原、鶴見和德山的人口合算至坂內川上，而坂內川上的人口為61人[56]。